# Chak Bansberia
Chak Bansberia is een census town in het district Hooghly van de Indiase staat West-Bengalen. De plaats maakt deel uit van Bansberia.

## Demografie
Volgens de Indiase volkstelling van 2001 wonen er 7336 mensen in Chak Bansberia, waarvan 53% mannelijk en 47% vrouwelijk is. De plaats heeft een alfabetiseringsgraad van 49%.